# Brian Bowen Smith
Brian Bowen Smith (ur. w Syracuse) – amerykański fotograf komercyjny i artystyczny znanym z portretów celebrytów. Jego mentorem był Herb Ritts, który pomógł mu odkryć swój własny, fotograficzny styl.

## Życiorys

### Wczesne lata
Urodził się i wychował w Syracuse w Nowym Jorku. Przed rozpoczęciem swojej kariery fotograficznej, był sportowcem i aktorem przed spotkaniem z kultowym amerykańskim fotografem mody Herbem Rittsem. Pracował jako jego asystent przed rozpoczęciem własnej kariery fotograficznej.

### Kariera
Jego profesjonalna kariera obejmuje fotografię redakcyjną, reklamę, modę i rozrywkę. Jest znany ze swoich portretów celebrytów na okładkach magazynów. Jego prace znalazły się w publikacjach takich jak „Vanity Fair”, „Esquire”, „Self”, „GQ” i „Details”.
Oprócz prac redakcyjnych, Bowen Smith sfotografował kluczowe sztuki dla wielu serii Netflix, w tym Unbreakable Kimmy Schmidt (2015), The Ridiculous 6 (2015), Chelsea Does (2016) i The Do-Over (2016). Dodatkowe filmy telewizyjne to Głos (Ses), Kłamstwa na sprzedaż (House of Lies), Ray Donovan, Shameless – Niepokorni i Dice: Komik w Las Vegas.
Sfotografował również plakaty filmowe i reklamy do wielu filmów, m.in. do komedii Nancy Meyers Praktykant (The Intern, 2015) z Anne Hathaway, Robertem De Niro i Rene Russo, komedii sensacyjnej Agent i pół (Central Intelligence, 2016) z Dwayne Johnsonem i Kevinem Hartem.
Pracował także z kilkoma markami mody, w tym Marca Jacobsa. W 2008 wziął udział w kampanii reklamowej autorstwa Marca Jacobsa, mającej na celu podniesienie świadomości na temat raka skóry. Wystąpili w nim m.in.: Winona Ryder, Victoria Beckham, Helena Christensen, Eva Mendes, Heidi Klum, Dita von Teese, Naomi Campbell, Carolyn Murphy, Joss Stone, Christy Turlington, Hilary Swank, Alison Lohman, Rufus Wainwright, Jason Thompson, Julianne Moore i Selma Blair.
Marc Jacobs był także współprowadzącym imprezę inauguracyjną książki Bowena Smitha zatytułowanej Projekty (Projects), która zawierała zbiór portretów Jennifer Aniston, Cindy Crawford, Demi Moore, Hilary Swank i Selma Blair.
W październiku 2014 w De Re Gallery w Los Angeles zaprezentował kolekcję o nazwie Wildlife. Wystawa zawierała nagie zdjęcia kobiet noszących dziecięce maski dla zwierząt. Tożsamości tych kobiet były anonimowe, pozwalając na udział celebrytów i modelek.
W październiku 2015 wydał kolekcję nagich fotografii wydrukowanych na metalicznym płótnie o nazwie Metallic Series.
W latach 2015–2016 wystąpił w reality show Rodzina Kardashianów (Keeping Up with the Kardashians).
Zamieszkał z żoną i synem w Los Angeles. Lubi surfować, jeździć na snowboardzie i jeździć na motocyklu.

## Sesje fotograficzne
| Rok  | Artysta            | Magazyn                          |
| ---- | ------------------ | -------------------------------- |
| 2013 | Miley Cyrus        | „Billboard”                      |
| 2013 | Dwayne Johnson     | „Essence”                        |
| 2013 | Cat Deeley         | „Women’s Health”                 |
| 2013 | Kristen Bell       | „Redbook”                        |
| 2014 | Nicki Minaj        | „Billboard”                      |
| 2014 | Adrien Brody       | „Manhattan Magazine”             |
| 2014 | Chris Pine         | „The Hollywood Reporter”         |
| 2014 | Margot Robbie      | „Manhattan Magazine”             |
| 2014 | Eddie Redmayne     | „Gotham”                         |
| 2014 | Channing Tatum     | „The Hollywood Reporter”         |
| 2014 | James Marsden      | „Los Angeles Confidential”       |
| 2014 | Dwayne Johnson     | „Men’s Health” (Wielka Brytania) |
| 2015 | Gina Rodriguez     | „Cosmopolitan”                   |
| 2015 | Chloë Moretz       | „Angeleno Magazine”              |
| 2015 | Anne Hathaway      | „Marie Claire” (Japonia)         |
| 2015 | Julianne Moore     | „Angeleno Magazine”              |
| 2015 | Melissa McCarthy   | „People”                         |
| 2016 | Samuel L. Jackson  | „Rhapsody Magazine”              |
| 2016 | Christina Aguilera | „Women’s Health”                 |
| 2016 | Drew Barrymore     | „Good Housekeeping”              |
| 2016 | Jessica Chastain   | „Angeleno Magazine”              |
| 2016 | Megan Fox          | „Glamour” (Meksyk)               |
| 2016 | Christoph Waltz    | „GQ” (Niemcy)                    |
| 2016 | Renée Zellweger    | „Stylist”                        |
| 2016 | Chris Pine         | „GQ”                             |
| 2016 | The Chainsmokers   | „Billboard”                      |